# Gustav Weder
Gustav Weder (* 2. August 1961 in Diepoldsau) ist ein ehemaliger Schweizer Bobpilot. Im Verlauf seiner sportlichen Laufbahn zwischen 1986 und 1994 gewann er vier Olympiamedaillen: zweimal Gold, einmal Silber und einmal Bronze. Zudem wurde er mit seinem Team fünf Mal Weltmeister und sieben Mal Europameister.
Weder wurde bei Arnd Krüger an der Sozialwissenschaftlichen Fakultät der Georg-August-Universität Göttingen zum Doktor der Sozialwissenschaften (Dr. disc. pol.) promoviert. Der Sportlehrer und Betriebswirtschaftler arbeitet im Bereich Human Resources bei einem Schweizer Grossunternehmen.
Weder ist zweifacher Vater.

## Sportliche Erfolge
Olympische Winterspiele 1994 in Lillehammer:
- Gold im Zweierbob (mit Donat Acklin)
- Silber im Viererbob (mit Donat Acklin, Kurt Meier und Domenico Semeraro)

Weltmeisterschaft 1993 in Igls:
- Gold im Viererbob (mit Donat Acklin, Kurt Meier und Domenico Semeraro)
- Silber im Zweierbob (mit Donat Acklin)

Olympische Winterspiele 1992 in Albertville (zählte auch als Weltmeisterschaft):
- Gold im Zweierbob (mit Donat Acklin)
- Bronze im Viererbob (mit Donat Acklin, Lorenz Schindelholz und Curdin Morell)

Weltmeisterschaft 1991 in Altenberg:
- Silber im Zweierbob (mit Donat Acklin)
- Silber im Viererbob (mit Bruno Gerber, Lorenz Schindelholz und Curdin Morell)

Weltmeisterschaft 1990 in St. Moritz:
- Gold im Zweierbob (mit Bruno Gerber)
- Gold im Viererbob (mit Bruno Gerber, Lorenz Schindelholz und Curdin Morell)

Weltmeisterschaft 1989 in Cortina d’Ampezzo:
- Gold im Viererbob (mit Bruno Gerber, Lorenz Schindelholz und Curdin Morell)
- Silber im Zweierbob (mit Bruno Gerber)

## Veröffentlichungen
Als Herausgeber und Autor hat Gustav Weder folgende Bücher veröffentlicht:
- mit K. Erb: Kampf um Hundertstelssekunden im Eiskanal. Aktiv Verlag, Stans 1994, ISBN 3-9520599-4-3.
- Optimale Handlung – am Beispiel hoher Geschwindigkeit. Eine empirische Annäherung an die psychische Regulation von optimaler Handlung anhand der Handlungsräume Sport und Aviatik. Stiftung Zentralstelle der Studentenschaft der Univ. Zürich, Zürich 2002, ISBN 3-03708-001-9.
- Optimale Handlung – am Beispiel hoher Geschwindigkeit. Eine empirische Annäherung an die psychische Regulation von optimaler Handlung anhand der Handlungsräume Sport und Aviatik. GRIN Verlag, München 2023, ISBN 978-3-346-96209-6.